# Rozszczepienie (psychologia)
Rozszczepienie – w psychoanalizie i psychologii psychodynamicznej, mechanizm obronny polegający na czarno-białej wewnętrznej reprezentacji obiektów, opisywanej jako niezintegrowany podział na aspekty dobre i złe, przy braku umiejętności jednoczesnego doświadczania obu stron jako jednej spójnej całości. Według takich psychoanalityków jak Fairbairn czy Kernberg, osoba stosująca rozszczepienie może pod wpływem zmian emocji gwałtownie przechodzić od idealizowanego do głęboko negatywnego postrzegania innych ludzi. Podobnie oscylować może jej obraz samej siebie, postrzeganie świata, oraz pozostałe wewnętrzne reprezentacje. Według psychoanalizy jest pierwotnym mechanizmem obronnym, występującym często również u dorosłych ludzi, zwłaszcza w stanie silnych emocji, który jest szczególnie charakterystyczny i determinujący dla osobowości chwiejnych emocjonalnie typu borderline. 
Koncept rozszczepienia został rozwinięty przez Rolanda Fairbairna w nurcie teorii relacji z obiektem: zaczyna się jako nieumiejętność niemowlęcia do łączenia zaspokajających jego potrzeby aspektów zachowania rodziców (postrzeganych jako dobre) oraz niesatysfakcjonujących aspektów zachowania (postrzeganych jako złe) w spójną charakterystykę jednostki, co prowadzi do reprezentacji aspektów pozytywnych i negatywnych jako odrębnych. 

## Relacje międzyludzkie
Zjawisko rozszczepienia powoduje niestabilność w związkach międzyludzkich, ponieważ jedna osoba może być postrzegana jako uosobienie zalet lub uosobienie wad, w zależności od tego czy jej zachowania aktualnie zaspokoją potrzeby czy nie. Wraz z podobnymi wahaniami w samoocenie, rozszczepienie prowadzi do powstawania chaotycznych i niestabilnych wzorców relacji, zaburzeń tożsamości i nagłych zmian nastroju. Proces terapeutyczny również może być poważnie zahamowany przez te wahania, ponieważ terapeuta może również być postrzegany jako tylko pozytywny lub tylko negatywny. 
Rozszczepienie powoduje niestabilność związków międzyludzkich oraz intensywne wrażenia emocjonalne. Jest to zjawisko powszechne w okresie dorastania, ale jest postrzegane jako przemijające wraz z dojrzewaniem. Zjawisko rozszczepienia jest charakterystyczne dla osób o osobowości chwiejnej emocjonalnie typu borderline. Metody leczenia zostały opracowane dla grup i jednostek w oparciu o terapię dialektyczno-behawioralną. Istnieją także terapie dla par. Istnieją także poradniki samopomocy psychologicznej traktujące o tematach takich jak np. mindfulness, czy samoregulacji emocjonalnej, które okazały się pomocne dla jednostek doświadczających negatywnych konsekwencji zjawiska rozszczepienia. 

## Osobowość chwiejna emocjonalnie typu borderline
Główny artykuł: Osobowość chwiejna emocjonalnie typu borderline
Według psychologii psychodynamicznej, rozszczepienie jest często występującym mechanizmem obronnym u osób o osobowości chwiejnej emocjonalnie typu borderline. Jedno z kryteriów diagnostycznych tego zaburzenia jest definicją zjawiska rozszczepienia: „wzorzec niestabilnych i intensywnych emocjonalnie związków międzyludzkich charakteryzujący się wahaniem pomiędzy ekstremami idealizacji i dewaluacji”. W teorii psychoanalizy osoby o osobowości chwiejnej emocjonalnie typu borderline nie są w stanie połączyć dobrych i złych obrazów siebie oraz innych, otrzymując w efekcie reprezentację negatywną, która dominuje reprezentację pozytywną. Na tej teorii została zbudowana hipoteza, że zaburzona jednostka postrzega miłość i seksualność w kategoriach perwersji i przemocy, których nie jest w stanie połączyć z czułą, intymną stroną związków. 

## Narcystyczne zaburzenie osobowości
Główny artykuł: Narcystyczne zaburzenie osobowości
Osoby spełniające kryteria diagnostyczne narcystycznego zaburzenia osobowości także wykorzystują rozszczepienia jako główny mechanizm obronny. Najczęściej osoby narcystyczne wykorzystują go jako narzędzie stabilizacji ich poczucia bycia jednostką pozytywną i wyjątkową, w celu ochrony poczucia własnej wartości poprzez postrzeganie samego siebie jako zacnego i zachwycającego, a innych, którzy nie podporządkowują się ich woli lub wartościom, jako niegodziwych i godnych pogardy. Biorąc pod uwagę „patologiczną roszczeniowość i mechanizm rozszczepienia, osoba narcystyczna (…) może być nastawiona równie mocno, w myślach i w działaniu, na wspieranie i na zniszczenie korzystnego dla ogółu projektu”. Kognitywny zwyczaj rozszczepienia implikuje także wykorzystywanie innych mechanizmów obronnych, takich jak idealizacja i dewaluacja, które są postawami zapobiegawczymi lub reakcją na urazę i wściekłość narcystyczną.

## Depresja
W przebiegu depresji przerysowany wzorzec myślenia „wszystko albo nic” może przyczynić się do stworzenia mechanizmu samonapędzającego: te myśli mogą być nazwane wzmacniaczami emocji, ponieważ wraz z ich powtarzaniem, stają się coraz bardziej intensywne. Przykładami myślenia typu „wszystko albo nic” mogą być stwierdzenia: 
- Moje wysiłki zakończyły się albo sukcesem, albo skrajną porażką,
- Ja/inni ludzie są albo całkowicie źli, albo całkowicie dobrzy,
- Jeżeli nie jesteś z nami, to jesteś przeciwko nam[15].